# Scream If You Wanna Go Faster
Scream if You Wanna Go Faster — второй сольный альбом британской поп-певицы Джери Халлиуэлл, выпущенный 14 мая 2001 года. Этот альбом стал менее успешным, чем дебютный альбом Schizophonic, он достиг лишь 5-го места в британском альбомном хит-параде с суммарным тиражом в 155 000 проданных копий (в первую неделю продаж было реализовано 35 000 экземпляров альбома). В США альбом стал доступен для скачки через iTunes Store только 30 октября 2007 года.
Главным хитом альбома стала кавер-версия песни группы The Weather Girls, выпущенной в 1983 году — «It’s Raining Men». Композиция вошла в саундтрек фильма «Дневник Бриджит Джонс» и игры DDRMAX2: Dance Dance Revolution 7thMIX. Песня была признана «Международной песней года» на NRJ Music Awards 2002.
Количество проданных по всему миру копий сингла превысило 4 миллиона, что вывело «It’s Raining Men» на второе место во всемирном хит-параде United World Chart (первое заняла песня Lady Marmalade в исполнении Кристины Агилеры, Лил Ким, Майи и Пинк) и второе место в списке самых продаваемых синглов 2001 года. Ещё две песни с альбома были выпущены как синглы: «Scream if You Wanna Go Faster» и «Calling». Общий тираж мировых продаж альбома составил 1.3 миллиона копий.

## Список композиций
1. Scream if You Wanna Go Faster (Джери Халлиуэлл/Рик Ноуэлс) — 3:38
2. Shake Your Bootie Cutie (Грегг Александер/Халлиуэлл/Ноуэлс) — 4:04
3. Calling (Халлиуэлл/Питер Джон Веттес) — 4:23
4. Feels Like Sex (Трэйси Акерман/Халлиуэлл/Энди Уоткинс/Пол Уилсон) 3:24
5. Circles Around the Moon (Акерман/Халлиуэлл/Уоткинс/Уилсон) — 3:59
6. Love Is the Only Light (Йорген Элофссон/Халлиуэлл/Стив Липсон) — 3:27
7. Strength of a Woman (Халлиуэлл/Ноуэлс) — 4:03
8. Don’t Call Me Baby (Халлиуэлл/Уоткинс/Уилсон) — 3:42
9. Lovey Dovey Stuff (Акерман/Халлиуэлл/Уоткинс/Уилсон) — 3:39
10. It’s Raining Men (Пол Джабара/Пол Шэффер) — 4:18
11. Heaven and Hell (Being Geri Halliwell) (Элофссон/Халлиуэлл/Липсон) — 3:31
12. I Was Made That Way (Халлиуэлл/Веттес) — 4:47

## Места в хит-парадах
| Хит-парад      | Высшая позиция |
| -------------- | -------------- |
| Великобритания | 5              |
| Польша         | 5              |
| Бразилия       | 6              |
| Италия         | 8              |
| Мексика        | 16             |
| Испания        | 20             |
| Швейцария      | 22             |
| Германия       | 29             |
| Австрия        | 30             |
| Венгрия        | 32             |
| Хорватия       | 33             |
| Канада         | 43             |
| Австралия      | 55             |
| Дания          | 88             |
| Франция        | 133            |